# François Perin
François Perin (Luik, 31 januari 1921 – aldaar, 27 september 2013) was een Belgisch politicus, waaronder volksvertegenwoordiger en minister.

## Levensloop
Perin promoveerde in 1946 tot doctor in de rechten aan de Universiteit Luik. Van 1948 tot 1961 werkte hij als substituut bij de Raad van State. Eveneens was hij deeltijds assistent van Walter Ganshof van der Meersch, professor publiek recht aan de ULB en van 1954 tot 1958 adjunct-kabinetschef van minister van Binnenlandse Zaken Piet Vermeylen. In 1958 werd hij docent grondwettelijk recht aan de Universiteit Luik. Vervolgens werd hij er in 1968 buitengewoon hoogleraar. Ook behoorde hij samen met zijn echtgenote in 1960 tot de raadgevers van de Congolese politicus Patrice Lumumba. Sinds 1954 was hij lid van de groep  Esprit, waaruit in 1958  het CRISP ontstond.
Aanvankelijk was Perin politiek actief voor de PSB, waar hij opviel als een Waals militant en de ideeën van het federalisme en het volksreferendum verdedigde. In 1961 schreef hij mee aan het programma van de Mouvement populaire wallon, waar Perin de radicaal-republikeinse strekking vertegenwoordigde. Nadat André Renard zijn felle antiroyalisme afkeurde, brak Perin met de PSB en de Mouvement populaire wallon.
Hij stichtte in 1964 de Parti wallon des Travailleurs. Voor deze partij werd hij in 1965 verkozen tot lid van de Kamer van volksvertegenwoordigers in het arrondissement Luik, wat hij bleef tot in 1977. Zijn partij smolt nadien samen met het Front wallon van Robert Moreau en werd de  Parti wallon, waarvan het programma vier belangrijke punten had: federalisme, structuurhervormingen, referenda en de terugkeer van Voeren naar Luik.
Na de gebeurtenissen van Leuven-Vlaams vormde de PW zich om tot Rassemblement Wallon. Van 1968 tot 1974 was Perin partijvoorzitter van deze partij. Onder leiding werd het RW in 1971 de tweede grootste partij van Wallonië. Ook zocht hij toenadering tot de Vlaamse rechterzijde en pleitte hij voor een dialoog tussen gemeenschap en gemeenschap. In oktober 1974 werd hij samen met Robert Vandekerckhove minister van Institutionele Hervormingen in de Regering-Tindemans II, een regering van christendemocraten, liberalen en het RW. Perin had zich verzet tegen de opneming van de Volksunie in de regering, omdat het FDF, de Brusselse bondgenoot van de partij, buiten de regering bleef. Daarnaast was Perin van 1971 tot 1976 gemeenteraadslid van Luik.
In december 1976 verliet Perin het RW toen de partij een linksere koers ging varen. Ook vond hij dat de partij meer belang was gaan hechten aan Brussel dan aan een akkoord met Vlaanderen. Vervolgens verliet hij de regering en droeg hij in 1977 bij tot de oprichting van de PRLW, vanaf 1979 PRL. Voor de liberalen zetelde hij van 1977 tot 1980 in de Belgische Senaat: van 1977 tot 1978 als gecoöpteerd senator en van 1978 tot 1980 als rechtstreeks gekozen senator voor het arrondissement Luik. In 1980 nam hij onverwacht ontslag als senator: hij verklaarde niet meer te geloven in België en het politieke regime en vond dat de Belgische staat aan een aantal "onomkeerbare en ongeneeslijke kwalen" leed. In 1985 nam hij ook afstand van de PRL omdat hij niet akkoord kon gaan met de conservatieve politiek van de partij evenmin als met de visie op het Europese federalisme.
Nadat hij de politiek verlaten had, werd Perin opnieuw hoogleraar aan de Universiteit Luik, wat hij bleef tot aan zijn emeritaat in 1986. Ook bleef hij actief met boeken, interviews en artikelen, waarin hij bleef herhalen dat de Belgische staat ten dode opgeschreven was en het opgaan van Wallonië in Frankrijk voorspelde.
Bij de provincieraadsverkiezingen van 8 oktober 2006 was François Perin kandidaat op de lijst van het Rassemblement Wallonie-France (RWF). In september 2013 overleed hij op 92-jarige leeftijd.